# Mount Tchaikovsky
Mount Tchaikovsky är ett berg i Antarktis. Det ligger i Västantarktis. Argentina, Chile och Storbritannien gör anspråk på området. Toppen på Mount Tchaikovsky är 600 meter över havet.
Terrängen runt Mount Tchaikovsky är kuperad norrut, men söderut är den platt. Trakten är obefolkad. Det finns inga samhällen i närheten.